# Municipio de Washington (condado de Newton)
El municipio de Washington (en inglés: Washington Township) es un municipio ubicado en el condado de Newton en el estado estadounidense de Indiana. En el año 2010 tenía una población de 322 habitantes y una densidad poblacional de 2,71 personas por km².

## Geografía
Según la Oficina del Censo de los Estados Unidos, tiene una superficie total de 118.83 km², de la cual 118,83 km² corresponden a tierra firme y (0 %) 0 km² es agua.

## Demografía
Según el censo de 2010, había 322 personas residiendo. La densidad de población era de 2,71 hab./km². De los 322 habitantes, estaba compuesto por el 99,69 % blancos, el 0,31 % eran asiáticos. Del total de la población el 0,31 % eran hispanos o latinos de cualquier raza.